# 世界足球 胜利十一人7
《世界足球 胜利十一人7》是一款由科乐美公司制作和发行的足球类游戏。本游戏于2003年8月7日在日本地区PlayStation 2发行，于2002年10月25日在欧洲地区发行。游戏后又发行了《世界足球 胜利十一人7 国际版》（中国大陆官方译为）。
本游戏使用全新的图像引擎。游戏的控制、足球的物理轨迹和人工智能都进行了更新。
除了欧洲地区版本之外，本游戏收到普遍好评。